# Эуптелея многотычинковая
Эуптелея многотычинковая (лат. Euptelea polyandra) — дерево, реже кустарник, вид рода Эуптелея (Euptelea) семейства Эуптелейные (Eupteleaceae).
Изящное дерево с красивой листвой осенью.
В природе ареал вида охватывает Японию. В Россию интродуцировано в конце XIX века.
|                    |
|                    |
| Листья и соцветия. |

## Ботаническое описание
Дерево высотой до 15 м и стволом диаметром до 40 см, в культуре часто растёт кустообразно. Кора коричневая; побеги коричнево-серые, со светлыми чечевичками; ветви голые.
Почки длиной около 1 см, с блестящими, словно лакированными чёрно-пурпуровымн чешуями, по краю со светльми ресничками. Листья округло-яйцевидные, длиной 5—14 см, на верхушке заострённые, с широко-клиновидным или почти закруглённым основанием, грубо-неравнозубчатые; в молодости опушённые, позже оголяющиеся, взрослые лишь с тонкими бородками снизу в углах жилок, сверху ярко-зелёные, снизу более светлые, при распускании весной красноватые, осенью жёлтые. Черешки длиной 1—5 см.
Цветки раздельнополые, на ножках; тычиночные с рудиментами пестиков и со многими тычинками, с заострёнными красными пыльниками; пестичные со многими свободными пестиками.
Плод — сборная крылатка.

## Таксономия
Вид Эуптелея многотычинковая входит в род Эуптелея (Euptelea) монотипного семейства Эуптелейные (Eupteleaceae) порядка Лютикоцветные (Ranunculales).
|  |                                      |  |                                                              |                                                              |                                  |  | ещё 9 семейств (согласно Системе APG III) |  |  |                   |                              |
|  |                                      |  |                                                              |                                                              |                                  |  |                                           |  |  |                   |                              |
|  |                                      |  |                                                              | порядок Лютикоцветные                                        |                                  |  |                                           |  |  |                   | вид Эуптелея многотычинковая |
|  |                                      |  |                                                              | порядок Лютикоцветные                                        |                                  |  |                                           |  |  |                   | вид Эуптелея многотычинковая |
|  | отдел Цветковые, или Покрытосеменные |  |                                                              |                                                              | монотипное семейство Эуптелейные |  | род Эуптелея                              |  |  |                   |                              |
|  | отдел Цветковые, или Покрытосеменные |  |                                                              |                                                              |                                  |  | род Эуптелея                              |  |  |                   |                              |
|  |                                      |  | ещё 44 порядка цветковых растений (согласно Системе APG III) | ещё 44 порядка цветковых растений (согласно Системе APG III) |                                  |  |                                           |  |  | ещё до пяти видов |                              |
|  |                                      |  |                                                              | ещё 44 порядка цветковых растений (согласно Системе APG III) |                                  |  |                                           |  |  |                   |                              |